# Borsukówka
Borsukówka is een plaats in het Poolse district  Białostocki, woiwodschap Podlachië. De plaats maakt deel uit van de gemeente Dobrzyniewo Duże en telt 260 inwoners.

## Verkeer en vervoer
- Station Borsukówka